# ۸۶۳ (میلادی)

## رویدادها
- ۱۳ فوریه: زمین‌لرزه دوین. زمین لرزه‌ای با ویرانگری محلی در منطقه دوین روی داد و تلفاتی به بارآورد. شهر دوین به شدت آسیب دید. باروی شهر، ساختمان‌های همگانی و خانه‌های بسیاری ویران شد و فروریخت و دنباله لرزه‌ها به مدت سه ماه بازماندگان را به ماندن در چادرهایی که در فضای باز برپا شده بود واداشت.